# Yocie Yoneshigue Valentin
Yocie Yoneshigue Valentin (Rio de Janeiro, 1939) é uma bióloga e oceanógrafa brasileira. É coordenadora do Instituto Nacional de Ciência e Tecnologia Antártico de Pesquisas Ambientais e professora da Universidade Federal do Rio de Janeiro.
Foi pioneira no estudo do uso de algas marinhas como fonte de fármacos, no estudo sobre os efeitos de substâncias extraídas de algas marinhas no tratamento do vírus HIV e do vírus causador da herpes. Estuda a extração de metabólitos de algas, que também podem originar produtos que atuam no tratamento e profilaxia de problemas de coagulação.

## Biografia
Yocie ingressou no curso de História Natural da então Universidade do Brasil em 1960. Em 1985, defendeu o doutorado em ciências pela Université de la Mediterranée aix Marseille II. Atualmente é professora colaboradora do Departamento de Botânica da Universidade Federal do Rio de Janeiro (UFRJ). Foi coordenadora do Instituto Nacional de Ciência e Tecnologia - Antártico de Pesquisas Ambientais (INCT-APA) de 2009 a 2018 e consultora do Conselho Nacional de Desenvolvimento Científico e Tecnológico (CNPq), da Fundação de Amparo à Pesquisa do Estado de São Paulo, consultora da Fundação Carlos Chagas Filho de Amparo à Pesquisa do Estado do Rio de Janeiro (FAPERJ).
É membro do Comitê Nacional para Pesquisas Antárticas (CONAPA) e do Grupo Científico de Ciências Vida do Scientific Commitee on Antarctic Research (SCAR) de 2012 a 2014. Foi presidente da Rede Algas (A Rede Algas é um projeto multidisciplinar existente desde 2005, implantado pelo Ministério de Ciência e Tecnologia, que engloba diversas institutos de pesquisa) de 2005 a 2009.
Publicou 133 artigos em periódicos especializados e 172 trabalhos em anais de eventos. Possui 31 capítulos de livros publicados. Orientou 24 dissertações de mestrado e 10 teses de doutorado, além de 15 trabalhos de iniciação científica e 6 trabalhos de conclusão de curso nas áreas de ecologia e oceanografia. Recebeu 8 prêmios e/ou homenagens, dentre os quais destaca-se a 7a. edição do Pioneiras da Ciência no Brasil (CNPq). Atua na área de oceanografia, com ênfase em oceanografia biológica. Em suas atividades profissionais interagiu com cerca de 200 colaboradores na coautoria de trabalhos científicos. Atualmente é bolsista da FAPERJ na categoria de pesquisador emérito e pesquisadora sênior do CNPq desde 2015.

Em 2015, pesquisadores Gilberto Amado Filho e Ricardo da Gama Bahia do Instituto de Pesquisas Jardim Botânico do Rio de Janeiro, em colaboração com cientistas dos Estados Unidos e da África do Sul, homenagearam Yocie no nome de uma nova espécie de alga calcária formadora de rodolito, Sporolithon yoneshigueae Bahia, Amado-Filho, Maneveldt & WH Adey. A espécie foi encontrada entre 30 a 60 m de profundidade na Plataforma continental de Abrolhos e nos topos dos montes submarinos da Cadeia Vitória Trindade. 

## Prêmios
Yocie recebeu diversos prêmios por suas pesquisas e já foi citada 259 vezes em mais de 30 trabalhos publicados.
- 1991: Prêmio da Sociedade Brasileira de Ficologia, Sociedade Brasileira de Ficologia.
- 2006: Prêmio Aylthon Brandão Joly (concedido a Joel Campos De Paula, orientando de Yocie Yoneshigue Valentin), Sociedade Brasileira de Ficologia.
- 2010: Honra ao Mérito, Conselho Regional de Biologia da 2° região RJ/ES.
- 2011: Inauguração de Laboratório de Biologia Molecular Profa. Yocie Yoneshigue Valentin, Universidade Federal do Rio de Janeiro - Núcleo em Ecologia e Desenvolvimento Sócio-ambiental.
- 2012: Medalha Almirante Tamandaré, Marinha do Brasil.
- 2015: Premio Yocie Yoneshigue Valentin para os melhores trabalhos em algas marinhas, V REDEALGAS.
- 2019: 7o. Pioneiras da Ciência no Brasil, Conselho Nacional de Desenvolvimento Científico e Tecnológico (CNPq).